# وادی حوقین
وادی حوقین (به عربی: وادی الحوقین) نام دره‌ای و روستایی است در کشور پادشاهی عمان، ویکی از (نقاط دیدنی سلطنت عمان) به‌شمار می‌آید.
این دره در استان منطقه داخلیه واقع است.
دره حوقین در ۱۵۰ کیلومتری جنوب شرقی مسقط واقع شده‌است، ویکی از زیباترین دره‌های است که از شهرستان رستاق می‌گذرد، در این وادی در تمام چهار فصل سال آب در جریان است و آبشارها ومناظر جالبی به وجود آورده‌است، بنابراین گردشگران در مواسم مختلف در اطراف این وادی خیمه وخرگاه برپاه می‌کنند و برای استراحت واستجمام به این ناحیه می‌آیند.